# Goniodiscus elaeospermus
Goniodiscus elaeospermus är en benvedsväxtart som beskrevs av João Geraldo Kuhlmann. Goniodiscus elaeospermus ingår i släktet Goniodiscus och familjen Celastraceae. Inga underarter finns listade.